# Aeropuerto Regional de Mobile
El Aeropuerto Regional de Mobile (IATA: MOB, OACI: KMOB, FAA LID: MOB) es un aeropuerto civil y militar localizado a 11 millas (18 km) al oeste de Mobile, una ciudad en condado de Mobile, Alabama, Estados Unidos. También está cerca de Pascagoula, Misisipi.
El aeropuerto, perteneciente y operado por la Autoridad Aeronáutica de Mobile, una entidad independiente que no recibe dinero local. Un total de 603,192 personas utilizaron el aeropuerto en 2006. En junio de 2007, el aeropuerto tenía 50 vuelos diarios.
El aeropuerto aloja el Centro de Entrenamiento de los guardacostas aéreos de Mobile, proporcionando un entrenamiento avanzado a los pilotos y tripulantes aéreos de los Guardacostas de Estados Unidos en los HH-65 Dolphin, HH-60 Jayhawk, HU-25 Guardian y HC-144 Ocean Sentry.

## Instalaciones
El Aeropuerto Regional de Mobile ocupa un área de 1,717 acres (695 ha) que constan de dos pistas y un helipuerto:
- Pista 14/32: 8,521 x 150 ft (2,597 x 46 m), Superficie: Asfalto
- Pista 18/36: 4,376 x 150 ft (1,334 x 46 m), Superficie: Asfalto
- Helipuerto H1: 100 x 100 ft (30 x 30 m), Superficie: Asfalto

La terminal del Aeropuerto Regional de Mobile incluye nuevas y renovadas tiendas y restaurantes incluyendo al favorito local, Carpe Diem Coffee and Tea, agencias de alquiler de vehículos y ascensores para discapacitados.
En 2006, el aeropuerto tuvo 103,887 operaciones, una media de 284 por día: 57% militares, 25% aviación general, 13% vuelos privados y 4% vuelos comerciales regulares. Hay 59 aviones basados en este aeropuerto: 58% monomotores, 7% multimotores, 5% aviones de reacción, 1% helicópteros y 29% militares.

## Aerolíneas y destinos

### Pasajeros
| Aerolíneas       | Destinos                                    |
| ---------------- | ------------------------------------------- |
| American Eagle   | Charlotte, Dallas/Fort Worth                |
| Delta Air Lines  | Atlanta                                     |
| Delta Connection | Atlanta                                     |
| United Express   | Houston–Intercontinental, Washington–Dulles |

## Tarifas aéreas
El aeropuerto tiene fama de contar con billetes muy caros, Y esto normalmente se achaca a la falta de una verdadera compañía de bajo coste (LCC) que opere en el aeropuerto, como JetBlue o Southwest Airlines LCC. AirTran operó en el aeropuerto algunos meses, pero Delta y otras aerolíneas  igualan las tarifas en las rutas servidas por AirTran y los pasajeros continuaban volando con las compañías de red tradicionales. Finalmente, AirTran se retiró y las tarifas se volvieron a incrementar. AirTran más tarde entró en el mercado de Pensacola, y los costes de los billetes se redujeron significativamente en el aeropuerto regional de Pensacola. Debido a ello, mucha gente recorre el trayecto entre Pensacola, Florida o Gulfport, Misisipi. Sin embargo, las tarifas bajas en Pensacola se producen únicamente en las rutas donde opera AirTran. En el resto de rutas, incluyendo las internacionales, Mobile y Pensacola ofrecen tarifas similares. Con el fin de atraer y mantener a los viajeros frecuentes, el aeropuerto regional de Mobile fue el primero en ofrecer un programa de viajeros frecuentes, llamado Passport. Passport fue lanzado con un anuncio de televisión y un nuevo eslogan: "Fly Smarter, Fly Mobile."(Vuela elegantemente, vuela en Mobile)
La autoridad aeroportuaria de Mobile animó a los pasajeros a utilizar diversos aerolíneas para estimular la competitividad y las tarifas bajas, mientras continúan trabajando para atraer a una compañía de bajo coste. Las autoridades también creen que tanto Mobile como Pensacola estarían mejor atendidas con un único aeropuerto que fuese construido entre ambas ciudades en Condado de Baldwin, Alabama -- a medio camino entre ambas ciudades. Sin embargo, la autoridad de Mobile piensa que los dirigentes de Pensacola no quieren tener su aeropuerto en Alabama y se precisa discutir dicho punto.,

## Segunda Guerra Mundial

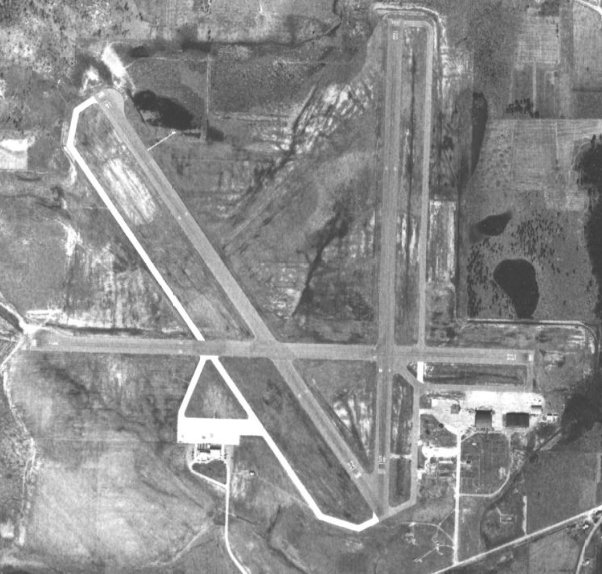
Imagen de Bates Field, 21 de febrero de 1952.

Durante la Segunda Guerra Mundial, la USAF utilizó el aeropuerto regional de Mobile como campo de transporte para la División de Transporte Doméstico, ATC.  Fue conocido como Bates Field y fue dirigido por la Unidad 533 de la USAF.